# Forest Green Rovers FC
A Forest Green Rovers Football Club egy professzionális angol labdarúgócsapat, melynek székhelye Nailsworh-ben, Gloucestershire megyében található. A National Leagueben, az angol labdarúgás ötödosztályában szerepel. Hazai mérkőzéseit a The New Lawn stadionban játssza, ahová 2006-ban költözött át a The Lawn Groundról, melyet 1890 óta használt.
A csapatot 1889 októberében alapították, majd öt évvel később alapítótagja lett a Mid-Gloucestershire League bajnokságnak. A 20. század nagy részében különböző helyi bajnokságokban szerepelt, és ezekben több bajnoki címet is nyert. 1968-tól az újonnan indult Gloucestershire County League megyei bajnokságban szerepelt, majd hét évvel később feljutott a Hellenic League élvonalába.
A Rovers az 1981/82-es szezonban megnyerte a Hellenic League-et, valamint az FA Vase-t, miután a Wembleyben rendezett döntőn legyőzte a Rainworth Miners Welfare csapatát. A következő 13 évet a Southern League Midland divíziójában töltötte, és rövid ideig Stroud Football Club néven szerepelt. Az 1996/97-es szezonban – már ismét Forest Green Rovers név alatt – megnyerte a Southern League déli divízióját, majd a következő szezonban a bajnokság élvonalát is, így története során először feljutott a Conference-be, vagyis az ötödosztályba.
1999-ben a csapat bejutott az FA Trophy döntőjébe, melyet ugyan elvesztett, de így is az első csapat lett, mely az FA Vase és az FA Trophy döntőjéig is eljutott. 2001-ben ismét FA Trophy-döntőt játszhatott, de 1-0-s vereséget szenvedett a Canvey Island ellen. A klub kétszer is annak köszönhetően kerülte el a kiesést a Conference-ből, hogy más csapatokat egyéb okokból kizártak és alacsonyabb osztályokba helyeztek.
A Rovers jelentős változásokon ment keresztül, miután 2010-ben a zöldenergia-iparban dolgozó üzletember, Dale Vince lett a klub elnöke. Vince elnöksége alatt 2015-ben a Forest Green lett a világ első vegán labdarúgócsapata, és a The New Lawn stadionban több környezetbarát innovációt eszközöltek. A játékoskeret fejlesztésével kapcsolatos befektetéseknek köszönhetően a csapat 2015-ben és 2016-ban is bejutott a feljutásért vívott rájátszásba, de ekkor még nem sikerült feljutnia. A 2017-es rájátszás döntőjében a Tranmere Rovers legyőzésével kivívta a negyedosztályba való feljutást, így története során először a Football League tagja lett.

## Klubtörténet

### Helyi és megyei bajnokságok
A csapatot E.J.H. Peach tiszteletes alapította 1889-ben, nevét pedig Nailsworth Forest Green nevű kerülete után kapta. A Rovers utótag 1893-ban került a klub nevébe, mely egy évvel később részt vett a Mid-Gloucestershire League bajnokság megalapításában. A bajnokságban első hazai mérkőzését 1894. október 6-án játszotta, a Brimscombe ellen, 1-1-es végeredménnyel, a szezont pedig a harmadik helyen zárta. 1894-ben Nailsworth járási jogú településsé vált, és a településvezetők szerettek volna egy labdarúgócsapatot, mely a várost képviseli. Ennek eredményeként a csapat Nailsworth Association Football Club néven működött tovább, és az eredeti keret sok tagját Nailsworthben élő játékosokra cserélték. A csapat az 1896/97-es szezonban kilépett a bajnokságból.
1898-ban a klubot Forest Green Rovers néven újraalapították, és rövidesen magába olvasztotta a Nailsworth Thursday csapatát. Az 1899/00-as idényben a klub a Mid-Gloucestershire League első osztályához és a Dursley & District League-hez is csatlakozott. A Mid-Gloucestershire League 1901-ben megszűnt. A Rovers az 1902/03-as szezonban a Stroud & District League-ben is elindult a Dursley & District League mellett. Utóbbiban a Brimscombe mögött a második lett, míg az előbbiben a Stonehouse mellett holtversenyben az élen végzett, miután megkapta a győztesnek járó pontokat egy Chalford elleni le nem játszott mérkőzésért. A bajnoki címről egy egymás elleni mérkőzés döntött, melyen a Rovers 1000 néző előtt hosszabbítás után 2-1-re győzött. Az 1906/07-es szezonban a csapat a Stroud & District League utolsó helyén végzett, nulla ponttal. Egy meccset megnyert ugyan, de később levonták tőle a pontokat egy olyan játékos szerepeltetéséért, aki nem léphetett volna pályára. 1908-ban kilépett a Dursley & District League-ből.
1911-ben a Forest Green egyesült a Nailsworth FC-vel, megalapítva a Nailsworth & Forest Green Unitedet. A csapat továbbra is a The Lawn Groundon játszotta a hazai mérkőzéseit. Az új klub úgy nyerte meg a Stroud & District League-et, hogy mindössze egy mérkőzést veszített el az egész évad során. Az 1912/13-as szezonban a Dursley & District League-ben is elindult, a Stroud & District League-ből viszont mindössze négy mérkőzés után kilépett. Az első világháború után a csapat a Dursley & District League-ben folytatta a szereplését, és az 1919/20-as szezonban hármas holtversenyben az első helyen végzett, a Chalford és a Stonehouse mellett. A liga vezetői sorsolással úgy döntöttek, hogy a Forest Greennek és a Stonehouse-nak elődöntőt kell játszania egymás ellen, és a győztes a Chalforddal játszik majd a bajnoki címért. A Forest az elődöntőben 3-2-re kikapott a Stonehouse ellen. 1920-ban a klub a Dursley & District League mellett a North Gloucestershire League bajnokságban is indított egy csapatot, és mindkettőt megnyerte, valamint a Northern Junior Cup ifjúsági kupa serlegét is elhódította. 1922-ben alapítótagja lett a Gloucestershire Northern Senior League-nek, de az 1922/23-as szezon végén elhagyta a bajnokságot, hogy ismét a Dursley & District League-ben szerepelhessen.
A Rovers az 1924/25-ös és az 1925/26-os idényben is a második helyen végzett, majd a következő szezonban visszatért a Gloucestershire Northern Senior League-be. Az 1926/27-es évadot a második helyen zárta, majd ismét kilépett a bajnokságból, hogy az új Stroud Premier League-ben indulhasson. Miután a negyedik helyen végzett, a klub visszatért a Gloucestershire Northern Senior League-be, de a Stroud Premier League-ben is indított egy csapatot. Több bajnokságváltás után az 1934/35-ös, az 1935/36-os és az 1936/37-es szezonban háromszor egymás után bajnok lett a Stroud Premier League-ben, majd 1937-ben ismét a Gloucestershire Northern Senior League tagja lett, amit szintén megnyert az 1937/38-as idényben. Az 1949-es második hely után az 1949/50-es és az 1951/51-es kiírásban is bajnoki címet szerzett. Az 1954/55-ös szezonban visszaesett a liga másodosztályába, de rögtön vissza is jutott az első osztályba. A Rovers 1968-ban részt vett a Gloucestershire County League megyei bajnokság megalapításában, és egészen addig ott szerepelt, amíg 1975-ben fel nem jutott a Hellenic League élvonalába, Peter Goring irányítása alatt.

### Regionális bajnokságok
A klub az első szezonjában a negyedik helyen végzett a Hellenic League első osztályában. A következő szezonban a tabella középső régiójában zárt, de az 1978/79-es idényben a harmadik helyet szerezte meg, ami egy sikeres négy éves széria kezdete volt. Az 1981/82-es évadban bajnok lett és az FA Vase döntőjébe is bejutott. A Wembleyben rendezett döntőn 3-0 arányú győzelmet aratott a Rainworth Miners Welfare fölött, így megnyerte a trófeát. A csapat feljutott a Southern League Midland divíziójába, ahol első szezonjában harmadik lett, de a következő hat évben a középmezőnyben végzett.
1989-ben a csapatot átnevezték Stroud Football Clubbá. Egy újabb középmezőnybeli helyezés után a következő két szezonban éppen csak elkerülte a kiesést. Ezután a klub visszavette a Forest Green Rovers nevet, de az eredményei nem javultak, amíg 1995-ben át nem kérte magát a Southern League déli divíziójába. Az 1995/96-os kiírásban Frank Gregan vezetésével a nyolcadik helyen végzett a csapat, egy évvel később azonban bajnok lett, és feljutott a Southern League élvonalába, ami akkor az angol labdarúgás hatodosztályának felelt meg. A következő szezonban ismét bajnoki címet és feljutást ünnepelhetett a klub, mely első alkalommal jutott fel a Football Conference-be, vagyis az ötödosztályba.

### Conference és Football League
Az ötödosztályban töltött első szezonjában a 12. helyet szerezte meg a Rovers, és az FA Trophy döntőjébe is bejutott, ezzel az első olyan csapat lett, mely az FA Vase és az FA Trophy döntőjében is részt vett. A mérkőzést végül 1-0-ra elvesztette a Kingstonian ellen. A következő idényben első alkalommal sikerült eljutnia az FA Kupa első köréig, ahol 6-0-ra legyőzte a Guiseley csapatát. A második körben a Torquay Unitedet fogadta, és 3-0-ra kikapott. 2000 novemberében Gregant a korábbi angol válogatott játékos, Nigel Spink váltotta a kispadon. A klub ismét bejutott az FA Trophy döntőjébe, ahol ismét 1-0 arányú vereséget szenvedett, ezúttal a Canvey Islanddel szemben.
A 2004/05-ös idényben a csapat a kiesőzónában zárt, de a Northwich Victoriát stadionproblémák miatt kizárták, így maradhatott az ötödosztályban. A 2007/08-as szezonban a Rovers első alkalommal győzött le a Football League-ben szereplő ellenfelet, amikor az FA Kupa első fordulójának újrajátszásán 3-0-ra megverte a Rotherham Unitedet. A második körben a Swindon Town ellen végül 3-2-re alulmaradt. A következő szezonban a csapat először jutott el az FA Kupa harmadik köréig, miután kiejtette a Team Bath-t, majd a Rochdale-t. A harmadik fordulóban hazai pályán fogadta a Derby Countyt, rekordnak számító 4836 néző előtt. A mérkőzésen a vendégek nyertek 4-3-ra. A 2009/10-es szezonban ismét eljutott az FA Kupa harmadik köréig, ahol a Notts Countytól 3-2-re kikapott.
2010-ben ismét a kiesőzónában végzett a Rovers, de ismét megmenekült, amikor a Salisbury Cityt a pénzügyi szabályok megsértése miatt kizárták. A klubot ugyanebben az évben felvásárolta az Ecotricity energiavállalat tulajdonosa, Dale Vince. Vince komoly intézkedéseket hozott annak érdekében, hogy környezetbarátabbá tegye a csapatot, többek között száműzte a vörös húst a játékosok étrendjéből, beszüntette a húsételek árusítását a stadionban és szerves trágyával kezeltette a gyepet.
A 2014/15-ös szezonban az ötödik helyet szerezte meg a csapat, amivel kivívta a negyedosztályba való feljutásért vívott rájátszásban való részvételt. Az elődöntőben végül összesítésben 3-0-ra kikapott a Bristol Rovers ellen. A következő idényben elért második hellyel ismét indulhatott a rájátszásban. Ezúttal az elődöntőből sikerült továbbjutnia a Dover Athletic összesítésbeli 2-1-es legyőzésével, a Wembleyben azonban 3-1-re elvesztette a döntőt a Grimsby Townnal szemben. A 2016/17-es idényben harmadik lett a csapat, így sorozatban harmadszor is bejutott a rájátszásba. A Dagenham & Redbridge elődöntőbeli legyőzése után 3-1 arányban diadalmaskodott a Tranmere Rovers fölött a döntőben, így fennállása során először feljutott a League Two-ba, vagyis a negyedosztályba. Jelenleg Nailsworth a legkisebb település, melynek valaha a Football League-ben szereplő labdarúgócsapata volt.
2018-ban a Forest Green Rovers lett a világ első labdarúgócsapata, melyet karbonsemlegesnek minősítettek az ENSZ éghajlatváltozási keretegyezményének Climate Neutral Now (Klímasemlegesség most) programja alapján. A csapat a 2018/19-es idényben az ötödik helyen végzett, így részt vehetett a rájátszásban, és feljuthatott volna a harmadosztályba, de az elődöntőben összesítésben 2-1-re kikapott a Tranmere Rovers ellen.

## Klubszínek és címer
A csapat előző címere nagyon hasonlított az FC Barcelona logójához. Többek között a Szent György-kereszt is megjelent rajta, hiszen Szent György Katalónia mellett Anglia védőszentje is. 2011 májusában a klub vezetősége egyeztetésbe kezdett a szurkolókkal a címer megváltoztatásáról, a jelenlegi kerek dizájnú címer a 2011/12-es szezon kezdete óta van használatban.
Fennállása legnagyobb része során a Rovers fekete-fehér csíkos mezben és fekete nadrágban játszotta a hazai mérkőzéseit. 2012. július 2-án a klub bejelentette, hogy megváltoztatja a klub színeit, és a hazai szerelés mostantól lime zöld mezből, fekete nadrágból és fekete sportszárból fog állni. A csapat tradicionális színeitől való eltérés sok szurkolóból ellenérzéseket váltott ki. Az idegenbeli szerelés szintén megváltozott egy teljesen fehér mezre, melynek a nyakánál az "1899–2012" felirat volt látható. Az 1899-es évszám azt az évet jelöli, amikor a csapat először játszott egyszínű fehér mezben, a 2012 pedig a fehér szerelés visszahozásának évét jelenti.
2014 nyarán az otthoni szereléshez tartozó lime zöld elején fekete csíkok jelentek meg, zöld nadrág és fekete-zöld csíkos sportszár mellett, hogy a játékosok viselete jobban illeszkedjen az Ecotricity vállalat marketingszíneihez. 2014. augusztus 19-én új vendégszerelést jelentetett meg a csapat, mely a korábbi tradicionális hazai színeket idézte föl modern formában, fekete-fehér csíkos mezzel, fekete nadrággal és piros sportszárral.

## Riválisok
A Forest Green Rovers a szintén gloucestershire-i Cheltenham Townt tekinti a fő riválisának. A két csapat egymás elleni mérkőzéseit viccesen El Glosicónak nevezik, az El Clásicóra utalva.
A csapatnak a Football League-en kívüli különböző bajnokságokban töltött ideje alatt a Gloucester City és a Bath City is a helyi riválisává vált, de a Football League-be történt 2018-as feljutása óta a Rovers nem játszott ezekkel a csapatokkal.
A Football League-be való feljutás óta a klub a Bristol Roversszel, a Newport Countyval és a Swindon Townnal is kisebb rivalizálásba kezdett.

## Stadion

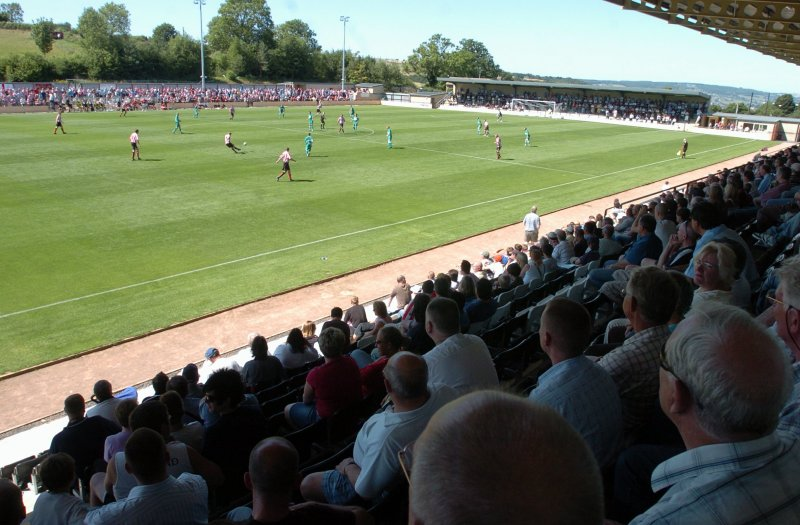
A The New Lawn stadion

A csapat első pályája a The Lawn Ground volt. 1924-ben ideiglenesen másik stadionba költözött a klub, de 1927-ben visszatért a The Lawn Groundra, miután fallal körülvették azt és bejárati kapukat is kapott. A 2006/07-es szezon kezdetén a Rovers a The New Lawn stadionba költözött, melyet jelenleg is használ.
A pálya északi oldalán található Sustainability in Sport-lelátó korábban a hazai szurkolók lelátója volt, de a 2011/12-es szezon végén a klub úgy döntött, hogy átköltözteti szurkolóit a szemben lévő oldalon álló EESI-lelátóra, melyet idő közben ülőhelyesről állóhelyes lelátóvá alakítottak. A keleti oldalon lévő lelátó a legnagyobb befogadóképességű lelátó, hét szektorral, a "Green Man" kocsmával, egy edzőteremmel, egy táncstúdióval, valamint konferencia- és szabadidőközponttal. A nyugati oldalon egy fedetlen lelátó található, ahol a hazai szurkolók foglalnak helyet. Bár a stadion 5141 szurkoló befogadására alkalmas, az eddigi legmagasabb bajnoki nézőszám 3781 fő volt, egy Bristol Rovers elleni ötödosztálybeli mérkőzésen. Minden sorozatot egybevéve a rekordot egy Derby County elleni FA Kupa-mérkőzés tartja, melyre 4836-an látogattak ki. Az ötödosztályban a csapat átlagos nézőszáma 1300 és 1800 között volt.
2011 júniusában a csapat az új tulajdonos, a zöldenergia-iparban dolgozó Dale Vince vezetésével megkezdte a stadion környezetbarátabbá tételét. Ennek egyik lépése volt a játéktér minden elemében szervessé tétele. 2011 decemberében 180 darab napelemet telepítettek az EESI-lelátó tetejére, mely elegendő volt ahhoz, hogy a stadion üzemeltetéséhez szükséges elektromosság 10%-át kitermelje. 2012 áprilisában a Rovers első brit csapatként alkalmazott robotfűnyírót a pályája gyepének karbantartására. Az Etesia nevű robotfűnyíró GPS-jelek segítségével emberi beavatkozás nélkül képes bejárni a pályát, az energiát pedig a stadion napelemeiből nyeri. 2012 decemberében a klub a The New Lawnban végzett munkájának elismeréseként 200 másik nevezőt legyőzve nyerte meg a Pályamesterek Intézetének első díját a fenntarthatósági és környezetvédelmi kategóriában.
2016. november 3-án a csapat bejelentette, hogy megszülettek egy várhatóan 5000 ülőhelyes új stadion tervei, mely az Eco Park komplexumban fog felépülni, Stonehouse-tól körülbelül 1,5 mérföldre nyugatra (és 8,5 mérföldre északnyugatra a klub jelenlegi otthonától, Nailsworth-től. A tervek szerint a stadion majdnem teljes egészében fából fog épülni, a tető tartószerkezetét is beleértve, és igény szerint akár 10 000 főig bővíthető lesz.

## Játékosok

### Jelenlegi keret
2020. december 1. szerint
| #  |     | Poszt | Név                   |
| -- | --- | ----- | --------------------- |
| 1  | ENG | K     | Luke McGee            |
| 2  | ENG | V     | Kane Wilson           |
| 3  | IRL | V     | Dom Bernard           |
| 4  | ENG | KP    | Dan Sweeney           |
| 5  | ENG | V     | Chris Stokes          |
| 6  | ENG | V     | Liam Kitching         |
| 7  | NIR | KP    | Carl Winchester (csk) |
| 8  | GAM | KP    | Ebou Adams            |
| 9  | ENG | CS    | Matty Stevens         |
| 10 | WAL | CS    | Aaron Collins         |
| 11 | SCO | KP    | Nicky Cadden          |
| 14 | JAM | CS    | Jamille Matt          |

| #  |     | Poszt | Név                                                   |
| -- | --- | ----- | ----------------------------------------------------- |
| 15 | ENG | V     | Jordan Moore-Taylor                                   |
| 17 | ENG | KP    | Odin Bailey (kölcsönben a Birmingham Citytől)         |
| 18 | ENG | CS    | Jake Young                                            |
| 19 | ENG | CS    | Shawn McCoulsky                                       |
| 20 | ENG | KP    | Elliott Whitehouse                                    |
| 21 | ENG | KP    | Scott Wagstaff                                        |
| 22 | ENG | V     | Udoka Godwin-Malife                                   |
| 24 | WAL | K     | Lewis Thomas                                          |
| 25 | ENG | V     | Jayden Richardson (kölcsönben a Nottingham Foresttől) |
| 26 | USA | KP    | Vaughn Covil                                          |
| 27 | ENG | KP    | Harvey Bunker                                         |
| 28 | ENG | CS    | Josh March                                            |

## Sikerek
- FA Vase
  - Győztes: 1981/82
- Southern League
  - Az első osztály bajnoka: 1997/98
  - A déli divízió bajnoka: 1996/97
- Hellenic League
  - Bajnok: 1981/82
- Gloucestershire Northern Senior League
  - Bajnok: 1937/38, 1949/50, 1950/51
  - A másodosztály bajnoka: 1955/56
- North Gloucestershire League
  - Bajnok: 1920/21, 1921/22
- Stroud Premier League
  - Bajnok: 1934/35, 1935/36, 1936/37
- Stroud & District League
  - Bajnok: 1911/12, 1920/21
- Dursley & District League
  - Bajnok: 1902/03
- Northern Junior Cup
  - Győztes: 1920/21, 1921/22

## Rekordok
- Legnagyobb nézőszám: 4836 fő, a Derby County ellen, az FA Kupa harmadik körében, 2009. január 3-án[1]
- Legnagyobb győzelem: 8-0 a Fareham Town ellen, a Southern League déli divíziójában, az 1996/97-es szezonban;[1] 8-0 a Hyde United ellen, a Football Conference-ben, 2013. augusztus 10-én[27]
- Legnagyobb vereség: 10-0 a Gloucester ellen, Mid-Gloucestershire League-ben, 1900. január 13-án[3]
- Legtöbbször pályára lépett játékos: Alex Skyes[1]
- Legtöbb gólt szerző játékos: Christian Doidge
- Legnagyobb kifizetett átigazolási összeg: 25 000 font a Burynek Adrian Randallért[28]
- Legnagyobb kapott átigazolási összeg: 350 000 font a Hiberniantól Christian Doidge-ért

## Külső hivatkozások
- Hivatalos honlap